# Тункоръюган
Тункоръюган (устар. Тункор-Юган) — река в России, протекает по территории Ханты-Мансийского района Ханты-Мансийского автономного округа. Длина реки — 33 км.
Начинается из небольшого озера, лежащего на высоте 95,1 метра над уровнем моря и окружённого болотами глубиной до 2 метров. От истока течёт на юг по частично заболоченной лесистой местности. Преобладающие лесные породы — сосна и лиственница. Устье реки находится в 71 км по правому берегу реки Ненсъюган на высоте чуть ниже 54,6 метров над уровнем моря у развалин избы Вандымова.
Название реки происходит из хантыйского языка и означает «река моховой деревни».

## Притоки
Объекты перечислены по порядку от устья к истоку.
- Нярпайсоим[5] (лв)
- Кевпайсоим[2] (лв)
- Хотненгсоим[2] (пр)
- Тутлейсоим[2] (лв)

## Данные водного реестра
По данным государственного водного реестра России относится к Верхнеобскому бассейновому округу, водохозяйственный участок реки — Обь от города Нефтеюганск до впадения реки Иртыш, речной подбассейн реки — Обь ниже Ваха до впадения Иртыша. Речной бассейн реки — (Верхняя) Обь до впадения Иртыша.
Код водного объекта — 13011100212115200051328.